# Captain Fall
Captain Fall är en amerikansk animerad komediserie vars första säsong hade premiär på strömningstjänsten Netflix den 28 juli 2023. Första säsongen bestod av tio avsnitt. Serien är skapad av Joel Trussell tillsammans med Jon Iver Helgaker och Jonas Torgersen.

## Handling
Serien kretsar kring den blåögde och helt oduglig sjökaptenen Fall som får sköta rodret på ett stort kryssningsfartyg. Han blir en enkel match för kartellen som nyttjar skeppet för smuggling.

## Rollista (i urval)
- Jason Ritter – kapten Jonathan Fall
- Anthony Carrigan – Mr Tyrant
- Lesley-Ann Brandt – Liza
- Christopher Meloni – agent Steel
- Alejandro Edda – Pedro
- Trond Fausa – Nico
- Adam Devine – Tanner
- André Eriksen – Hans